# (38033) 1998 QN49
1998 QN49 (asteroide 38033) é um asteroide da cintura principal. Possui uma excentricidade de 0.17454360 e uma inclinação de 3.20214º.
Este asteroide foi descoberto no dia 17 de agosto de 1998 por LINEAR em Socorro.